# Morinoideae
Morinoideae,  potporodica porodice kozokrvnica. Sastoji se od 4 roda sa oko 20 vrsta.
Tipični rod je morina ili pršljenasti cvijet.

## Rodovi
1. Zabelia (Rehder) Makino (9 spp.)
2. Cryptothladia (Bunge) M. J. Cannon (6 spp.)
3. Morina L. (4 spp.)
4. Acanthocalyx (DC.) Cannon (2 spp.)